# اوکاهومپکا (فلوریدا)
اوکاهومپکا (به انگلیسی: Okahumpka) یک منطقهٔ مسکونی در ایالات متحده آمریکا است که در شهرستان لیک، فلوریدا واقع شده است. اوکاهومپکا ۰٫۶ کیلومتر مربع مساحت و ۲۵۱ نفر جمعیت دارد و ۲۶ متر بالاتر از سطح دریا قرار دارد.